# Hannah Montana 2: Meet Miley Cyrus
Hannah Montana 2: Meet Miley Cyrus —en español: Hannah Montana 2: Conozcan a Miley Cyrus— es un álbum doble compuesto por la banda sonora de la segunda temporada de la serie de televisión Hannah Montana y el primer álbum de estudio de su actriz protagonista Miley Cyrus. Fue lanzado el 26 de junio de 2007 por Hollywood Records y Walt Disney Records. Ambos proyectos fueron relanzados en plataformas digitales como álbumes individuales el 21 de enero de 2021.
Ambos álbumes se promocionaron aún más con la primera gira de conciertos de Cyrus, titulada Best of Both Worlds Tour (2007-08). La mayor parte del álbum Meet Miley Cyrus fue escrito por Cyrus, ocho de las diez pistas en total. Fue producido por Rock Mafia, con más colaboraciones con Xandy Barry, Matthew Wilder, Scott Cutler y Wendi Foy Green. 
Fue un rotundo éxito comercial. Alcanzó el primer puesto en Billboard 200, convirtiendo así a Miley Cyrus en la artista femenina más joven en conseguirlo, con tan solo 14 años. Cabe destacar que la primera banda sonora de Hannah Montana también lo sería, la diferencia es que Meet Miley Cyrus está acreditado en su totalidad a la artista.
El álbum, hasta abril de 2016, ha vendido más de 9.8 millones mundialmente, siendo catalogado por la revista Billboard como uno de los mejores de todos los tiempos.

## Información
El álbum debutó en el #1 en Billboard 200 vendiendo 325,000 copias en su primera semana. El álbum permaneció en el top 5 por más de 40 semanas.
En el Reino Unido, el álbum debutó en el #9 en el gráfico de compilaciones para la semana que comienza el 15 de julio de 2007; finalmente alcanzando el #1. En Australia, el álbum debutó en el #86 en el aria, más tarde alcanzando el Top 20 re entró en no.1 y fue certificado platino para envíos de 70.000 unidades. En Nueva Zelanda, el álbum fue oro vendiendo más de 9.500 copias. En Venezuela, el álbum debutó en # 1 y permaneció en el Top 10 por más de tres semanas.
En Japón, Walt Disney Records lanzó una edición especial del álbum, Hannah Montana 2: Rock Star Edition el 21 de diciembre de 2007. Walt Disney Records también lanzó una versión de karaoke del álbum llamado serie de Karaoke de Disney: Hannah Montana 2 fue lanzado exclusivamente a Wal-Mart por un tiempo limitado en 2007 y, a continuación, fue relanzado a otras tiendas el 18 de septiembre de 2008.

### Hannah Montana

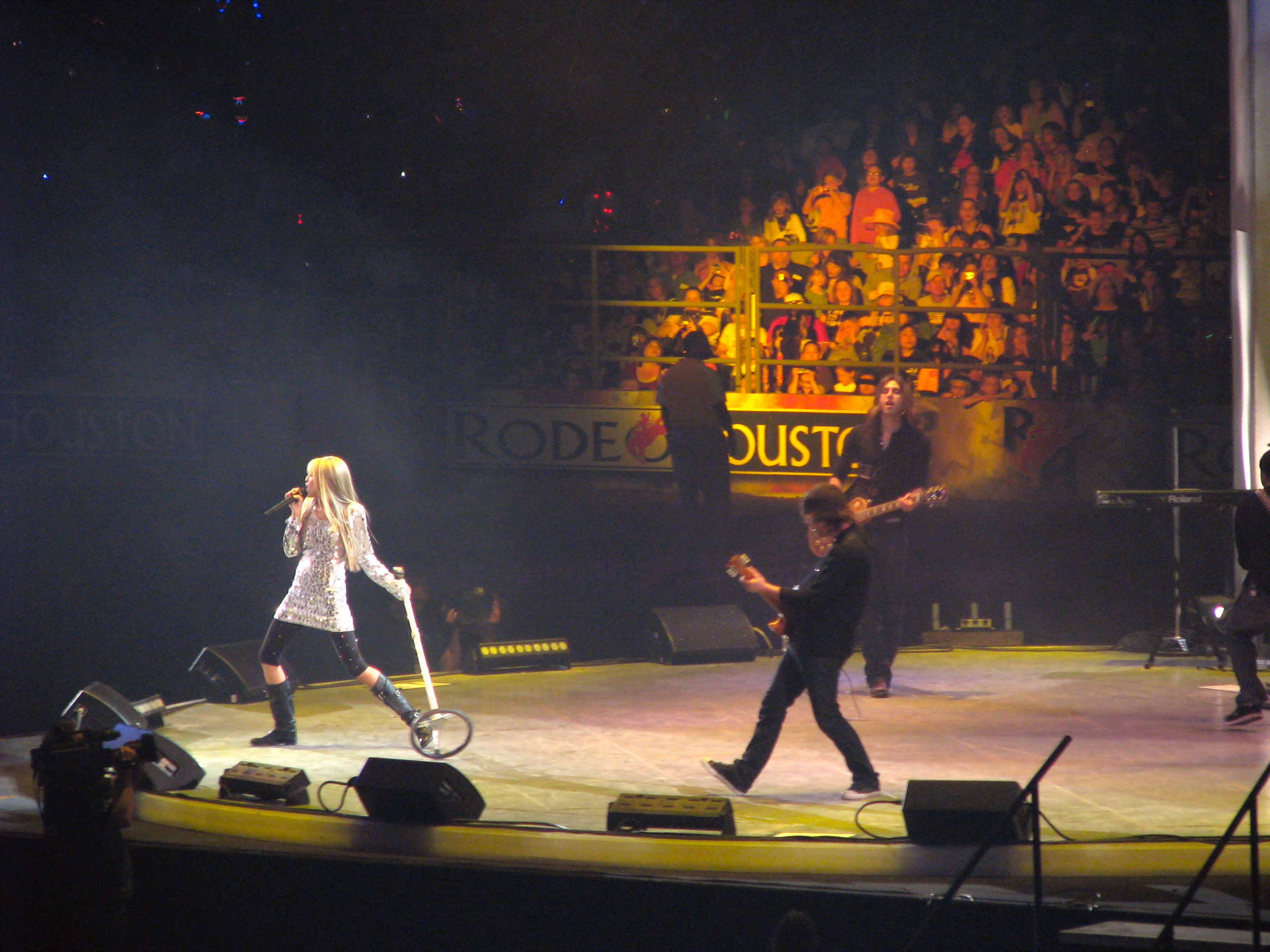
Cyrus como Hannah Montana interpretando «Rock Star» en el Best of Both Worlds Tour.

"Nobody's Perfect"  La canción fue interpretada en vivo en la apertura de los Disney Channel Games 2007, también en la presentación televisada en el Koko Club en Londres, Inglaterra y fue interpretada en vivo a lo largo de la gira Best of Both Worlds Tour. En la serie de Hannah Montana, «Nobody's Perfect» fue escrita por el padre de Miley Stewart, Robby. La canción se escuchó por primera vez en el episodio "Get Down, Study-udy-udy", donde Miley le cambia la letra a la canción para poder memorizar los huesos del cuerpo humano para un examen de biología, esta canción se llama "The Bone Dance". La canción es alabada por los Jonas Brothers en el episodio "Me and Mr. Jonas and Mr. Jonas and Mr. Jonas", en donde Kevin calificó a Robby de "genio" por haber escrito la canción. Además se grabó un video musical en promoción de la canción el cual fue estrenado el 20 de marzo de 2007 en Disney Channel.
"Rock Star" La canción se escuchó por primera vez en el episodio de la segunda temporada de Hannah Montana, "Bye Bye Ball" en la que Hannah interpreta la canción en un restaurante italiano junto con Joey Vitolo (Joey Fatone). La canción es escuchada nuevamente en el episodio "(We're So Sorry) Uncle Earl" en el que el tío de Miley Stewart, Earl (David Koechner) cumple su sueño de convertirse en una estrella de rock después de realizar la canción en el escenario con Hannah. Earl incluye un solo de guitarra espectacular que gana los elogios de la crítica musical de Barney Bittman (Gilbert Godfried). Bittman describe la canción como "puro, de la vieja escuela, el rock and roll Kick butt - la forma en que debe ser". En "Ready, Set, Don't Drive" Miley escucha la canción en su coche camino a la fiesta de Ashley e improvisa la letra. La canción la distrae de apagar la señal de la vuelta que lleva a su detención por el oficial Diaria.
"We Got The Party" Esta canción fue interpretada en el episodio de Hannah Montana: "¿Donde estás hermano Jonas?". El episodio en el que los Jonas Brothers aparecen pidiendo Robbie Ray a escribir una canción para ellos, y Hannah cantando esta canción con ellos en la final. La versión que aparece en el episodio estaba en el relanzamiento de la banda sonora de Hannah Montana 2: Rock Star Edition y en la reedición de los Jonas Brothers segundo álbum Jonas Brothers: Bonus Jonas Edition. Miley Cyrus interpretó la canción con los Jonas Brothers en la televisión Eva especiales Dick Clark Año Nuevo Rockin' el 31 de diciembre de 2007, también en su gira por los EE. UU.
"One in a Million" es una canción originalmente de la artista alemana Sandy Mölling, versionada años más tarde por la artista Hannah Montana (Miley Cyrus) para la banda sonora de la segunda temporada de la serie de televisión Hannah Montana, y lanzado al aire en el álbum de la banda sonora Hannah Montana 2:Meet Miley Cyrus (2007).
En el episodio Hannah Montana "You Are So Sue-able to Me", "One in a Million" se utilizó en los antecedentes con Jackson. Se utilizó como el final del episodio "Achy Jakey Heart (Part 1)". En el episodio "Song Sung Bad", Lilly le pide a Miley que cante la canción para el cumpleaños de su mamá, porque es su canción favorita de Hannah. Miley le dice a Lilly que si ella se la canta le gustaría más.
Es muy similar a un sondeo Anna Tsuchiya canción titulada "Blue Moon".

### Meet Miley Cyrus

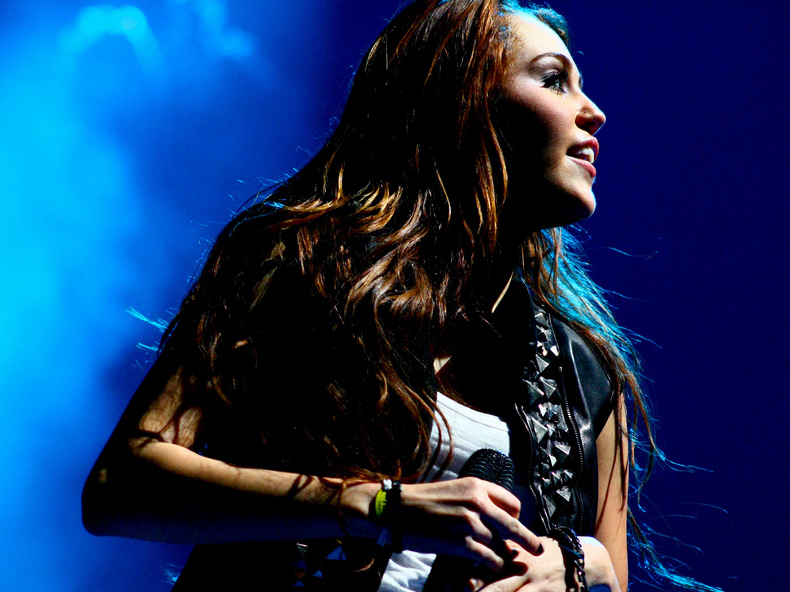
Cyrus interpretando "See You Again" durante el Wonder World Tour.

- «See You Again»  es una canción pop escrita por la cantautora estadounidense Miley Cyrus. La canción fue compuesta por Miley (acreditado como Destiny Hope Cyrus), Antonina Armato, y Tim James y producida por Armato y James. Fue lanzado el 19 de diciembre de 2007 por Hollywood Records, como el primer sencillo de debut de Cyrus álbum Meet Miley Cyrus. Fue remezclada por Rock mafia y relanzado a una serie de países el 11 de agosto de 2008 como el segundo sencillo del segundo álbum de Cyrus Breakout en (2008). Musicalmente, la canción es un número de dance pop que contiene influencias de varios géneros musicales, incluyendo la música electrónica. Líricamente, la canción habla de un romance adolescente. «See You Again» fue un éxito de crítica, con los críticos contemporáneos alabando su composición musical y su ejecución vocal. Para seguir, también se convirtió en el primer éxito comercial de Cyrus. La canción le presentó a nuevos públicos y nuevos países, allanando el camino para futuros éxitos. «See You Again» se convirtió mejor cartografía única en su momento por un pico en el número 10 en el Billboard Hot 100. Su pico más alto a nivel internacional fue en el número 4 en el Canadian Hot 100. A pesar de un vídeo musical oficial de la canción nunca fue filmado, se le dio un vídeo promocional de la música, tomados de una actuación en los Juegos de 2008 de Disney Channel. La canción fue promovida a través de una multitud de actuaciones de televisión en vivo. Fue incluido en la lista de conjunto de los tres tours de Miley Cyrus, Best of Both Worlds Tour (2007-2008), en Wonder World Tour (2009) y en Gypsy Heart Tour (2011). "See You Again" ha sido objeto de varios artistas notables, incluyendo Little Boots y Breathe Carolina.

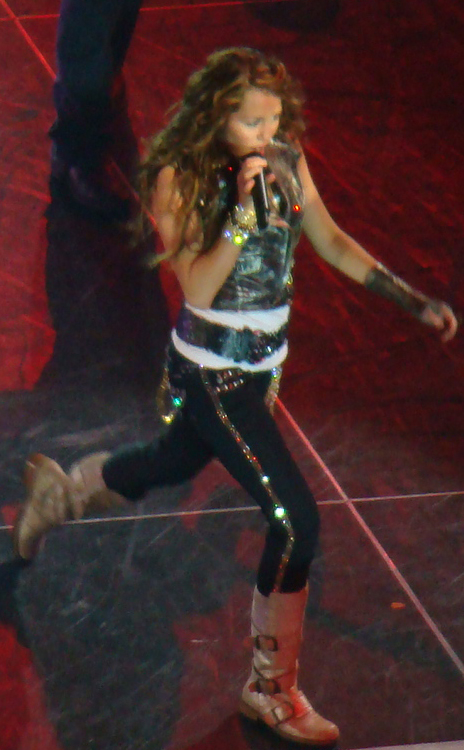
Cyrus interpretando «Start All Over» durante el Best of Both Worlds Tour.

- «Start All Over» es una canción pop realizada por la cantante estadounidense Miley Cyrus. Fue lanzada como el segundo y último sencillo del álbum debut de Cyrus, Meet Miley Cyrus. Fue primero disponible solo como un tema único del álbum para descarga digital en el lanzamiento del álbum 26 de junio de 2007 y fue enviado a Radio Disney el 11 de diciembre de 2007. Posteriormente fue lanzado físicamente el 14 de marzo de 2008 con una versión instrumental como un lado B. Una versión en vivo está disponible en Hannah Montana & Miley Cyrus: Best of Both Worlds Concert y como un karaoke en serie y letras, la canción fue escrita originalmente por Fefe Dobson, que pasó la canción a Cyrus, como ella no la deseo incluir en Sunday Love. La canción de ritmo rápido ha destacado las características de pop rock y lírica de tener una segunda oportunidad en una relación romántica. La canción ganó los bajos resultados comerciales de Cyrus en varios países, en comparación con los de su anterior sencillo de Meet Miley Cyrus «See You Again». Esos países son Australia, Canadá y los Estados Unidos. La canción alcanzó su pico más alto internacionales en el Australian Singles Chart, en el #41. El vídeo para «Start All Over» se estrenó en Disney Channel, que recibió una nominación MuchMusic Video Awards. El vídeo musical cuenta con la interpretando de Cyrus en las calles, y también la incluye en un entorno de carnaval. Cyrus interpretó la canción en diversas salas, que fue especialmente realizado en 2007 y 2008 en la gira Best of Both Worlds Tour, como el número de apertura de sus actuaciones como ella misma. Cyrus otra vez realizó «Start All Over», una vez que se embarcó en el Wonder World Tour en 2009.

- «G.N.O. (Girl's Night Out)» es un sencillo promocional de la cantante pop americana Miley Cyrus, desprendido del primer álbum de Miley, titulado, Meet Miley Cyrus. El sencillo logró debutar, en el puesto #91 en el Billboard Hot 100, convirtiéndose en su primer sencillo en el cual no interprete a Hannah Montana, que es el personaje que retrata en su show de televisión. La canción fue presentada por Cyrus en la Ceremonia de Clausura de los Disney Channel Games 2007.

- «I Miss You» es una canción pop grabada por Miley Cyrus, que también aparece en los créditos como compositora. Apareció por primera vez en el tercer episodio de la primera temporada de la serie de Disney Hannah Montana. Es el tercer sencillo del segundo disco del doble álbum Hannah Montana 2: Meet Miley Cyrus. La canción es un sencillo en la radio digital. La canción fue escrita para el difunto abuelo de Miley Cyrus, después de su fallecimiento el 28 de febrero de 2006. Fue interpretada por primera vez en el episodio de Hannah Montana llamado She's a supersneak por Miley Cyrus en el papel de Miley Stewart, personaje que interpreta, que cantó el estribillo de la canción en recuerdo a la madre fallecida del personaje.

## Otras canciones

### Hannah Montana
Nobody's Perfect Es una Canción de la Famosa Serie Hannah Montana de Disney Channel, La canción es alabada por los Jonas Brothers en el episodio "Me and Mr. Jonas and Mr. Jonas and Mr. Jonas", en donde Kevin calificó a Robby de "genio" por haber escrito la canción. Además se grabó un video musical en promoción de la canción el cual fue estrenado el 20 de marzo de 2007 en Disney Channel. Es la versión de Nobody's Perfect que habla sobre los huesos del cuerpo humano cuando esta en una prueba.
"Life's What You Make It" La canción se estrenó en Radio Disney el 9 de junio de 2007. También realizó un presentación en vivo en los Disney Channel Games 2007. Hay un vídeo musical oficial de esta canción, disponible en el sitio web de Disney Channel. Un vídeo promocional de la música fue tocada durante los comerciales en Disney Channel. Es mostrada la presentación de los Disney Channel Games 2007 y algunos clips de Miley y el elenco de Hannah Montana divirtiéndose en el Magic Walt Disney World's Animal Kingdom. "Life's What You Make It" alcanzó el número 7 en la lista de iTunes Top Songs.

### Meet Miley Cyrus

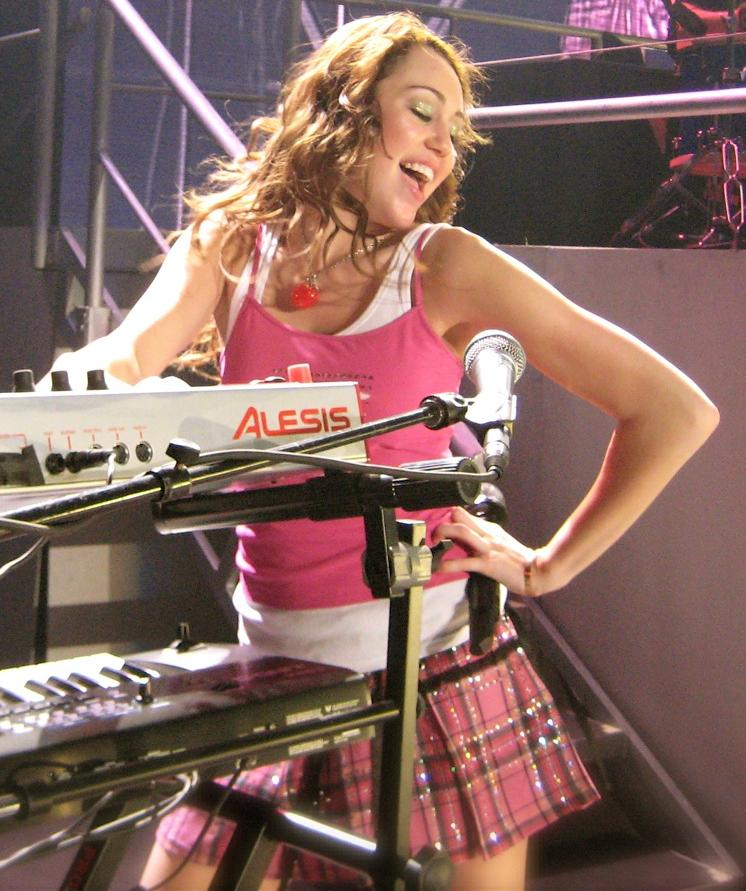
Cyrus interpretando "East Northumberland High"

«Clear» Es una canción por la americana cantante Miley Cyrus Esta canción fue Presentada en el "Best of Both Worlds Tour" junto a otras canciones como por ejemplo «Good And Broken» que también fue presentada en ese tour al igual que «East Northumberland High» y «Start All Over».
«East Northumberland High» si se escucha lo suficientemente cerca como usted puede aprender mucho acerca de ella. Además, el disco es más maduro en la música que nunca, y realmente muestra un lado diferente de ella, y es la manera diferente de cualquier música que he lado Hannah Montana.
Primer disco de Hannah Montana fue tan grande que Disney no sabía cómo iba a ser capaz de lograr un segundo al igual que él. Especialmente con 10 pistas de Hannah y 10 pistas de Miley le da el CD un ambiente diferente. Miley ha demostrado que puede hacer algunas canciones realmente buenas. «Make Some Noise» Como se puede ver que es de las otras pistas más impresionantes.
«Good And Broken» es una canción de Meet Miley Cyrus que Cyrus realizó en 2008 el ídolo da detrás de conciertos. Después de la actuación, la canción alcanzó el puesto # 100 en la Pop 100 suspenderse debido a las ventas digitales. Cyrus dijo que pensaba que se trataba de una "superestrella" canción.
«As I Am» Es una canción de Meet Miley Cyrus grabada en el año 2007 como todas las otras canciones, esta canción nunca se ha cantado en vivo junto a «You and Me Together», «Bigger Than Us», «True Friend» y «One in a Million», estas canciones no se han cantado en vivo por razones desconocidas de la artista.

## Sencillos

### Hannah Montana 2
"Nobody's Perfect" fue lanzado originalmente en la edición especial de Hannah Montana..Más tarde fue lanzado el 15 de mayo de 2007 como el primer sencillo de Hannah Montana 2 La canción recibió alta de ventas digitales, alcanzando el puesto #14 en la carta de Hot Digital Songs y la que lleva al número #27 en el Hot 100.
"Make Some Noise" fue lanzada a la radio de Disney como el segundo sencillo de Hannah Montana 2. Alcanzó el puesto #92 en el Hot 100 para la semana del 14 de julio de 2007 debido a las ventas digitales.
"Rock Star" es una canción de la Hannah Montana 2 y Best of Both Worlds Concert. Alcanzó el puesto #81 en el Hot 100 para la semana que terminó el 16 de febrero de 2008, debido a su video musical promovido por la película Hannah Montana & Miley Cyrus: Best of Both Worlds Concert.
"Life's What You Make It" fue lanzado a la radio de Disney como el Cuarto sencillo de Hannah Montana 2. Para promover la canción, Miley Cyrus realizó como Hannah Montana en directo en la ceremonia de inauguración de los Juegos de Disney Channel. Alcanzó el puesto #25 en el Hot 100 debido a que las ventas de discos post-digital Esta fue la más alta de gráficos de Hannah sola en ese momento, hasta que "Él podría ser el que" se superó, alcanzando el # 10.
"One in a Million" fue lanzado como Quinto y penúltimo sencillo de Hannah Montana 2, es una canción originalmente de la artista alemana Sandy Mölling, versionada años más tarde por la artista Hannah Montana (Miley Cyrus) para la banda sonora de la segunda temporada de la serie de televisión Hannah Montana, y lanzado al aire en el álbum de la banda sonora Hannah Montana 2: Meet Miley Cyrus (2007). En el episodio Hannah Montana "You Are So Sue-able to Me", "One in a Million" se utilizó en los antecedentes con Jackson. Se utilizó como el final del episodio "Achy Jakey Heart (Part 1)". En el episodio "Song Sung Bad", Lilly le pide a Miley que cante la canción para el cumpleaños de su mamá, porque es su canción favorita de Hannah. Miley le dice a Lilly que si ella se la canta le gustaría más. Es muy similar a un sondeo Anna Tsuchiya canción titulada "Blue Moon".
"True Friend" es una canción de Hannah Montana 2007 apareció en la banda sonora de Hannah Montana 2. Es una canción acerca de amigos que se pegan juntos para siempre.
La canción se escuchó por primera vez en la televisión en el episodio de Hannah Montana "Puños nos mantendrá unidos", en el que la canción se dice que ha ganado una (ficticia) de arranque de Plata "Booty" premio a la mejor crossover por país.

### Meet Miley Cyrus

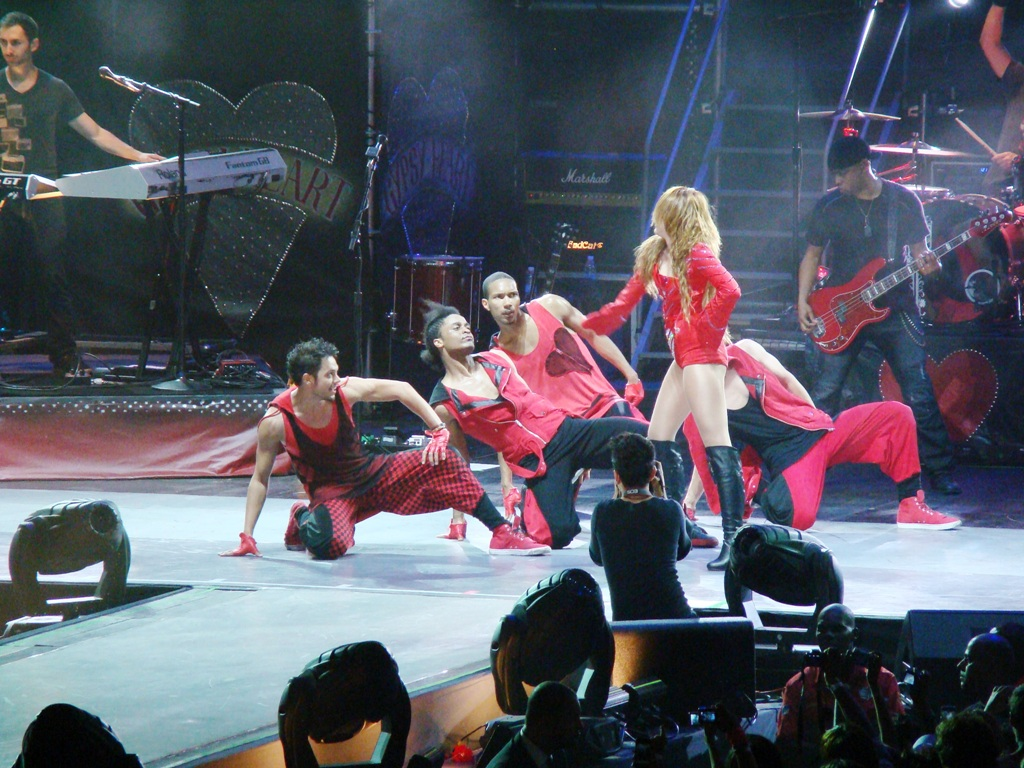
Miley Cyrus interpretando «See You Again» en el Gypsy Heart Tour

«See You Again» es la canción pop realizada por la cantante Miley Cyrus. La canción fue compuesta por Miley (acreditado como Destiny Hope Cyrus), Antonina Armato, y Tim James y producida por Armato y James. Fue lanzado el 19 de diciembre de 2007 por Hollywood Records, como el primer sencillo de Cyrus de su álbum debut Meet Miley Cyrus, el segundo disco del doble álbum Hannah Montana 2: Meet Miley Cyrus. Fue remezclada por Rock mafia y relanzada a una serie de países el 11 de agosto de 2008 como el segundo sencillo del segundo Cyrus Breakout álbum de estudio en (2008). Musicalmente, la canción es un número de dance-pop que contiene influencias de varios géneros musicales, incluyendo la música electrónica. Líricamente, la canción habla de un romance adolescente. «See You Again» fue un éxito de crítica, con los críticos contemporáneos alabando su composición musical y su ejecución vocal. Para seguir, también se convirtió en el primer éxito comercial de Cyrus. La canción le presentó a nuevos públicos y nuevos países, allanando el camino para futuros éxitos. «See You Again» se convirtió mejor cartografía única en su momento por un pico en el número diez en el Billboard Hot 100. Su pico más alto a nivel internacional fue en el #4 en el Canadian Hot 100. A pesar de un video musical oficial de la canción nunca fue filmada, se le dio un vídeo promocional de la música, tomados de una actuación en los Juegos de 2008 de Disney Channel. La canción fue promovida a través de una multitud de actuaciones de televisión en vivo. Fue incluido en la lista de conjunto de los dos viajes de cabeza de cartel de Miley Cyrus, The Best of Both Worlds Tour (2007-2008), en Wonder World Tour (2009) y en Corazón Gitano Tour (2011). "See You Again" ha sido objeto de varios artistas notables, incluyendo Little Boots y Breathe Carolina.
«Start All Over» es una canción pop realizada por la cantante estadounidense Miley Cyrus. Fue lanzada como el segundo y último sencillo del álbum debut de Cyrus, Meet Miley Cyrus, el segundo disco del doble álbum Hannah Montana 2: Meet Miley Cyrus. Fue primero disponible solo como un tema único del álbum para descarga digital en el lanzamiento del álbum 26 de junio de 2007 y fue enviado a Radio Disney el 11 de diciembre de 2007. Posteriormente fue lanzado físicamente el 14 de marzo de 2008 con una versión instrumental como un B-side. Una versión en vivo está disponible en Hannah Montana & Miley Cyrus: Best of Both Worlds Concert y como un karaoke en serie y letras, la canción fue escrita originalmente por Fefe Dobson, que pasó la canción de Cyrus, como ella no deseo de incluir en Sunday Love . La canción de ritmo rápido ha destacado las características de pop rock y lírica de tener una segunda oportunidad en una relación romántica. La canción ganó los bajos resultados comerciales de Cyrus en varios países, en comparación con los de su anterior sencillo de Meet Miley Cyrus «See You Again». Esos países son Australia, Canadá y los Estados Unidos. La canción alcanzó su pico más alto internacionales en el Australian Singles Chart, en el #41. El video para "Start All Over" se estrenó en Disney Channel, que recibió una nominación MuchMusic Video Award. El video musical cuenta con la interpretando de Cyrue en las calles, y también la incluye en un entorno carnivallike. Cyrus interpretó la canción en diversas salas, que fue especialmente realizado en 2007 y 2008 en la gira Best of Both Worlds Tour, como el número de apertura de sus actuaciones como ella misma. Cyrus otra vez realizó "Start All Over", una vez que se embarcó en el Wonder World Tour en 2009.
«I Miss You» (Solo en Japón) es una canción pop grabada por Miley Cyrus, que también aparece en los créditos como compositora. Apareció por primera vez en el tercer episodio de la primera temporada de la serie de Disney Hannah Montana. Es el tercer sencillo del segundo disco del doble álbum Hannah Montana 2: Meet Miley Cyrus.
La canción es un sencillo en la radio digital. La canción fue escrita para el difunto abuelo de Miley Cyrus, después de su fallecimiento el 28 de febrero de 2006. Fue interpretada por primera vez en el episodio de Hannah Montana llamado She's a supersneak (traducido al español como En mi opinión) por Miley Cyrus en el papel de Miley Stewart, personaje que interpreta, que cantó el estribillo de la canción en recuerdo a la madre fallecida del personaje.

## Hannah Montana 2: Non-Stop Dance Party
Non-Stop Dance Party es el primer álbum de remix interpretado por Miley Cyrus (como el personaje de Hannah Montana), fue lanzado el 29 de enero de 2008 por la discográfica Walt Disney Records.
Este CD incluye una pista adicional llamado «Chris Cox Megamix» (un remix creado por el DJ Chris Cox), videos en vivo del concierto de Hannah Montana en Londres («Nobody's Perfect» y «Life's What You Make It»), una presentación de fotos, e invitaciones para imprimir con motivo de Hannah Montana. La edición de Wal-Mart contiene una pista adicional exclusivo, un remix de la canción «This Is the Life».
El sitio web oficial de Walt Disney Records creó el juego web Hannah Montana: Make-a-Mix para promover el CD de fiesta de baile. El álbum ha vendido 488.000 copias en todo el mundo hasta la fecha.

## Hits Remixed
Es el segundo álbum de remixes de la cantante de música pop estadounidense Miley Cyrus, en el papel de su alter ego de ficción Hannah Montana. Fue el quinto álbum de Hannah Montana, lanzado el 19 de agosto de 2008, exclusivamente en las tiendas Wal-Mart. El álbum cuenta con dos sencillos de las bandas sonoras anteriores de la serie, Hannah Montana y Hannah Montana 2. Varios escritores y productores trabajaron en las canciones, sobre todo Matthew Gerrard y Robbie Nevil. El álbum alcanzó el número ciento-tres en el Billboard 200 y el cuatro en el Top Kid Audio.

## Listado de canciones
- Edición estándar

| Hannah Montana 2 (Disco 1) |                           |                                                |                                   |          |  |
| N.º                        | Título                    | Escritor(es)                                   | Productor(es)                     | Duración |  |
| 1.                         | «We Got The Party»        | Greg Wells Kara DioGuardi                      | Wells y DioGuardi                 | 3:36     |  |
| 2.                         | «Nobody's Perfect»        | Matthew Gerrard Robbie Nevil                   | Gerrard                           | 3:20     |  |
| 3.                         | «Make Some Noise»         | Andy Dodd Adam Watts                           | Dodd Watts                        | 4:50     |  |
| 4.                         | «Rock Star»               | Aristedis Archoritis Jeannie Lurie Chen Neeman | Toby Gad                          | 2:57     |  |
| 5.                         | «Old Blue Jeans»          | Michael Bradford Pam Sheyne                    | Bradford                          | 3:24     |  |
| 6.                         | «Life's What You Make It» | Gerrard Nevil                                  | Gerrard                           | 3:08     |  |
| 7.                         | «One in a Million»        | Toby Gad Negin Djafari                         | Gad                               | 3:54     |  |
| 8.                         | «Bigger Than Us»          | Antonina Armato Tim James                      | Armato James Dorian Crozier [ a ] | 2:59     |  |
| 9.                         | «You and Me Together»     | Jamie Houston                                  | Houston                           | 3:48     |  |
| 10.                        | «True Friend»             | Lurie                                          | Marco Marinangeli                 | 3:10     |  |
| 35:05                      |                           |                                                |                                   |          |  |

- Edición especial

| Hannah Montana 2 — Edición digital especial en el extranjero (Disco 1) |                                                 |          |  |
| N.º                                                                    | Título                                          | Duración |  |
| 11.                                                                    | «The Best of Both Worlds» (Daniel Canary Remix) | 2:36     |  |
| 37:41                                                                  |                                                 |          |  |

| Hannah Montana 2 — Edición Rock Star (CD) |                                                 |          |  |
| N.º                                       | Título                                          | Duración |  |
| 11.                                       | «One in a Million» (versión acústica)           | 3:55     |  |
| 12.                                       | «We Got The Party» (junto a The Jonas Brothers) | 3:36     |  |
| 42:36                                     |                                                 |          |  |

| Hannah Montana 2 — Edición Rock Star (DVD) |                                       |          |  |
| N.º                                        | Título                                | Duración |  |
| 1.                                         | «Life's What You Make It»             |          |  |
| 2.                                         | «Old Blue Jeans»                      |          |  |
| 3.                                         | «One in a Million»                    |          |  |
| 4.                                         | «Make Some Noise»                     |          |  |
| 5.                                         | «True Friend»                         |          |  |
| 6.                                         | «Nobody's Perfect»                    |          |  |
| 7.                                         | «Bigger Than Us»                      |          |  |
| 8.                                         | «One in a Million» (versión acústica) |          |  |

- Edición estándar

| Meet Miley Cyrus (Disco 2) |                             |                                      |                   |          |  |
| N.º                        | Título                      | Escritor(es)                         | Productor(es)     | Duración |  |
| 1.                         | «See You Again»             | Destiny Hope Cyrus Armato James      | Armato James      | 3:11     |  |
| 2.                         | «East Northumberland High»  | Armato James Samantha Jo Moore       | Armato James      | 3:22     |  |
| 3.                         | «Let's Dance»               | Cyrus Armato James                   | Armato James      | 3:03     |  |
| 4.                         | «G.N.O. (Girl's Night Out)» | Cyrus Matthew Wilder Tamara Dunn     | Wilder            | 3:42     |  |
| 5.                         | «Right Here»                | Cyrus Armato James                   | Armato James      | 2:39     |  |
| 6.                         | «As I Am»                   | Cyrus Shelley Peiken Xandy Barry     | Barry Wally Gagel | 3:44     |  |
| 7.                         | «Start All Over»            | Scott Cutler Anne Preven Fefe Dobson | Annetenna         | 3:26     |  |
| 8.                         | «Clear»                     | Cyrus Peiken Barry                   | Armato James      | 3:04     |  |
| 9.                         | «Good and Broken»           | Cyrus Armato James                   | Armato James      | 2:57     |  |
| 10.                        | «I Miss You»                | Cyrus Wendi Foy Green Brian Green    | B. Green          | 3:59     |  |
| 33:05                      |                             |                                      |                   |          |  |

Notas
1. ↑  Indica co-productor.

## Listas de popularidad
| País (Lista 2007-08)               | Mejor posición | Ref.   |
| ---------------------------------- | -------------- | ------ |
| Alemania (Offizielle Top 100)      | 35             | [ 20 ] |
| Australia (ARIA)                   | 20             | [ 21 ] |
| Austria (Ö3 Austria Top 40)        | 13             | [ 22 ] |
| Canadá (Billboard Canadian Albums) | 3              | [ 23 ] |
| Dinamarca (Hitlisten)              | 23             | [ 24 ] |
| España (PROMUSICAE)                | 46             | [ 25 ] |
| Estados Unidos (Billboard 200)     | 1              | [ 23 ] |
| Estados Unidos (Soundtrack Albums) | 1              | [ 26 ] |
| Francia (SNEP)                     | 178            | [ 27 ] |
| México (Top 100 México)            | 18             | [ 28 ] |
| Nueva Zelanda (RMNZ)               | 6              | [ 29 ] |
| Noruega (VG-lista)                 | 8              | [ 30 ] |
| Polonia (Polish Album Chart)       | 12             | [ 31 ] |
| Portugal (AFP)                     | 12             | [ 32 ] |
| Suecia (Sverigetopplistan)         | 50             | [ 33 ] |
| Suiza (Schweizer Hitparade)        | 69             | [ 34 ] |

| País (Lista 2007)                  | Mejor Posición | Ref.   |
| ---------------------------------- | -------------- | ------ |
| Australia                          | 77             | [ 35 ] |
| Estados Unidos (Billboard 200)     | 16             | [ 36 ] |
| Estados Unidos (Soundtrack Albums) | 3              | [ 37 ] |
| Global (IFPI Albums)               | 11             | [ 38 ] |
| País (Lista 2008)                  | Mejor Posición | Ref.   |
| Australia                          | 87             | [ 39 ] |
| Canadá                             | 14             | [ 40 ] |
| Estados Unidos (Billboard 200)     | 11             | [ 41 ] |
| Estados Unidos (Soundtrack Albums) | 1              | [ 42 ] |
| Nueva Zelanda                      | 39             | [ 43 ] |

| País (Lista 2000–2009)         | Mejor Posición | Ref    |
| ------------------------------ | -------------- | ------ |
| Estados Unidos (Billboard 200) | 112            | [ 44 ] |

| País (Lista todos los tiempos)         | Mejor Posición | Ref    |
| -------------------------------------- | -------------- | ------ |
| Estados Unidos (Billboard 200)         | 71             | [ 45 ] |
| Estados Unidos (Billboard 200 Mujeres) | 23             | [ 46 ] |

## Certificaciones
| País           | Organismo certificador | Certificación | Ventas certificadas | Ref.   |
| -------------- | ---------------------- | ------------- | ------------------- | ------ |
| Australia      | ARIA                   | Platino       | 70 000              | [ 47 ] |
| Brasil         | Pro-Música Brasil      | Oro           | 30 000              | [ 48 ] |
| Canadá         | Music Canada           | 2× Platino    | 200 000             | [ 49 ] |
| Estados Unidos | RIAA                   | 4× Platino    | 4 000               | [ 50 ] |
| México         | AMPROFON               | Oro           | 50 000              | [ 51 ] |
| Nueva Zelanda  | RMNZ                   | Oro           | 7 500               | [ 52 ] |
| Reino Unido    | BPI                    | Oro           | 100 000             | [ 53 ] |

## Disney's Karaoke Series
Disney's Karaoke Series: Hannah Montana 2 es un álbum de karaoke lanzado por Walt Disney Records el 16 de septiembre de 2008. Está compuesto por ocho pistas de Hannah Montana 2, que se acreditan a Hannah Montana. Cada pista se incluye en versiones instrumentales y vocales.

### Listado de canciones
- Edición estándar

| Disney's Karaoke Series: Hannah Montana 2 — Disco n.º 1 (pistas instrumentales) |                           |          |  |
| N.º                                                                             | Título                    | Duración |  |
| 1.                                                                              | «We Got The Party»        | 3:36     |  |
| 2.                                                                              | «Nobody's Perfect»        | 3:20     |  |
| 3.                                                                              | «Make Some Noise»         | 4:50     |  |
| 4.                                                                              | «Rock Star»               | 2:57     |  |
| 5.                                                                              | «Life's What You Make It» | 3:08     |  |
| 6.                                                                              | «One in a Million»        | 3:54     |  |
| 7.                                                                              | «Bigger Than Us»          | 2:59     |  |
| 8.                                                                              | «True Friend»             | 3:24     |  |
| 27:54                                                                           |                           |          |  |

| Disney's Karaoke Series: Hannah Montana 2 — Disco n.º 2 (pistas vocales) |                           |          |  |
| N.º                                                                      | Título                    | Duración |  |
| 1.                                                                       | «We Got The Party»        | 3:36     |  |
| 2.                                                                       | «Nobody's Perfect»        | 3:20     |  |
| 3.                                                                       | «Make Some Noise»         | 4:50     |  |
| 4.                                                                       | «Rock Star»               | 2:57     |  |
| 5.                                                                       | «Life's What You Make It» | 3:08     |  |
| 6.                                                                       | «One in a Million»        | 3:54     |  |
| 7.                                                                       | «Bigger Than Us»          | 2:59     |  |
| 8.                                                                       | «True Friend»             | 3:24     |  |
| 27:54                                                                    |                           |          |  |

## Artist Karaoke Series
Artist Karaoke Series: Miley Cyrus es un álbum de karaoke lanzado por Walt Disney Records el 20 de mayo de 2008. Está compuesto por ocho pistas instrumentales de Meet Miley Cyrus, que se acreditan a Miley Cyrus. Se omitió otras dos canciones del álbum original, «Clear» y «Good and Broken».

### Listado de canciones
- Edición estándar

| Artist Karaoke Series: Miley Cyrus — Pistas instrumentales |                             |          |  |
| N.º                                                        | Título                      | Duración |  |
| 1.                                                         | «See You Again»             | 3:11     |  |
| 2.                                                         | «East Northumberland High»  | 3:22     |  |
| 3.                                                         | «Let's Dance»               | 3:03     |  |
| 4.                                                         | «G.N.O. (Girl's Night Out)» | 3:42     |  |
| 5.                                                         | «Right Here»                | 2:39     |  |
| 6.                                                         | «As I Am»                   | 3:44     |  |
| 7.                                                         | «Start All Over»            | 3:26     |  |
| 8.                                                         | «I Miss You»                | 3:59     |  |
| 27:06                                                      |                             |          |  |